# Andris Bērziņš (1951)
Andris Bērziņš (Riga, 4 agosto 1951) è un politico lettone.
È stato sindaco di Riga dal 1997 al 2000, Ministro del Lavoro dal 1993 al 1994, vice Primo Ministro e Ministro del Welfare dal 1994 al 1995 e Primo ministro dal 2000 al 2002. È membro del partito politico Via Lettone (Latvijas Ceļš).